# Josef Jelínek (basketbalista)
Josef Jelínek (* 30. prosince 1966 Kutná Hora) je bývalý český basketbalista a trenér.
Jako hráč československé basketbalové reprezentace se zúčastnil Mistrovství Evropy mužů 1987 v Athénách (Československo na 8. místě) a za basketbalovou reprezentaci České republiky 4 zápasů v kvalifikacích na Mistrovství Evropy 1995 a 2003. Celkem odehrál 11 zápasů a zaznamenal 124 bodů.
V 1. československé basketbalové lize, získal s týmem Zbrojovka Brno čtyřikrát titul mistra Československa, dvakrát byl mistrem České republiky (Stavex Brno, Mlékárna Kunín) a dvakrát vicemistrem České republiky. V ligovém utkání 29.3.2003 Slavia Kroměříž - BK Pardubice (116:95) zaznamenal 41 bodů. V československé basketbalové lize (do sezony 1992/93) zaznamenal 3 633 bodů. Ve střeleckých výkonech pokračoval i v české nejvyšší soutěži a s celkovým počtem 11 737 bodů je nejlepším střelcem historie československé a české ligy basketbalu. S rakouským týmem BK Toshiba Klosterneuburg vyhrál rakouskou nejvyšší basketbalovou soutěž.
Zúčastnil se s týmem Zbrojovka Brno Poháru evropských mistrů v letech 1986 až 1991, se Stavex Brno Eurocupu v sezóně 1996/1997 a s Mlékárna Kunín FIBA Poháru Saporta ve dvou sezónách 1998/1999 a 1999/2000.
Dvakrát byl vyhlášen nejlepším basketbalistou, Československa v roce 1990 a České republiky v roce 1995. Pětkrát v letech 19787-1996 byl zařazen do nejlepší pětice hráčů československé resp. české 1. ligy basketbalu.
Jeho syn David Jelínek (* 7. 9. 1990) byl hráčem České basketbalové reprezentace ve věkových kategoriích do 16, do 18 a do 20 let (na Mistrovství Evropy 2010 ve 2 zápasech zaznamenal celkem 27 bodů) a od roku 2013 je hráčem České reprezentace mužů.

## Sportovní kariéra

### Hráč klubů
- 1981-1983 Sparta Kutna Hora, krajský přebor
- 1984-1991 Zbrojovka Brno (8 sezón, 4x 1. místo)
- 1991-1993 BK Toshiba Klosterneuburg, Rakousko (1. místo)
- 1993-1995 Sokol Vyšehrad (8. a 2. místo)
- 1995-1997 Stavex Brno (1. a 4. místo)
- 1997-2000 Mlékárna Kunín (2., 1. a 4. místo)
- 2000-2002 BK GA Nymburk
- 2002-2003 Slavia Kroměříž
- 2003-2004 Levharti Chomutov
- 2004-2005 BK Houseři Brno (BBK Brno)
- 1. liga basketbalu Československa, celkem 22 sezón (1981-2005) s přestávkou (1991-1993) hrál v Rakousku.

úspěchy:
- 2x nejlepší basketbalista roku: 1990, 1995
- 5x v nejlepší pětce sezóny "All stars": 1987/88 až 1989/90, 1994/95 a 1995/96
- 4x mistr Československa: 1986, 1987, 1988, 1990 (Zbrojovka Brno/Stavex Brno),
- 2x mistr České republiky: 1996 (Stavex Brno), 1999 (Mlékárna Kunín)
- 2x vicemistr: 1995 (Sokol Chán Vyšehrad), 1998 (Mlékárna Kunín)
- 1x mistr Rakouska (s BK Klosterneuburg)
- 6x nejlepší střelec ligové sezóny
- Je historicky nejlepším střelcem československé a české nejvyšší soutěže basketbalu s počtem 11 737 bodů, z toho v československé lize do sezóny 1992/93 zaznamenal 3 633 bodů.

### Československo a Česká republika
Mistrovství Evropy
- 1987 Athény, Řecko (91 bodů, 7 zápasů) 8. místo
- kvalifikace na ME 1995 (10 bodů, 1 zápas)
- kvalifikace na ME 2003 (23 bodů, 3 zápasy)
- Celkem na Mistrovství Evropy včetně kvalifikací 124 bodů v 11 zápasech

### Trenér
- 2007-2008 A Plus Brno, junioři
- 2009-2010 Basketbal Brno